# 索菲娅·洛迪
索菲娅·洛迪（義大利語：Sofia Lodi，1998年1月29日—），意大利女子体操运动员。她曾代表意大利参加2016年夏季奥林匹克运动会体操比赛，获得艺术体操团体全能第四名。